# وزارة تنمية الشباب بولاية ريفرز
وزارة تنمية الشباب في ولاية ريفرز هي وزارة حكومية في ولاية ريفرز في نيجيريا، تختص بشؤون الشباب وتمكينهم على مستوى الولاية، والمشاركة في أنشطة تهدف إلى مساعدتهم على تحديد أهدافهم والسعي لتحقيقها. يقع مقرها الرئيسي في الطابق السابع من مبنى سكرتارية الولاية بورت هاركورت.

## الرؤية
تمكين شباب ولاية ريفرز ليصبحوا مواطنين معتمدين على أنفسهم ومسؤولين اجتماعيًا في الولاية.

## الرسالة
إعداد الشباب للتحديات الحالية والمستقبلية لتحقيق الرفاهية الاجتماعية والثقافية والاقتصادية من أجل الخدمة غير الأنانية والمواطنة المسؤولة والقيادة الفعالة.

## التفويض
1. صياغة برامج العمل ذات الصلة بتنمية الشباب في ولاية ريفرز.
2. المبادئ التوجيهية لتصميم أنشطة تنمية الشباب في الدولة.
3. تنسيق ومراقبة أنشطة تنمية الشباب على مستويات الحكومة المحلية والإقليمية والشركاء المتعاونين.
4. خلق الفرص للشباب للمشاركة في صنع القرار بشأن القضايا التي تؤثر عليهم وعلى البيئة والمجتمع.
5. غرس قيم حقوق الإنسان والعدالة الاجتماعية والإنصاف والعدالة والمساواة بين الجنسين في نفوس الشباب.
6. تعزيز المناخ الملائم للتنمية العقلية والعاطفية والجسدية للشباب.
7. توفير التمويل الكافي للتدريب غير الرسمي للشباب في المهارات الحياتية.
8. التعاون مع كافة الجهات المعنية لتمويل الأنشطة الشبابية.